# Отто Раш
Еміль Отто Раш (нім. Emil Otto Rasch, 7 грудня 1891, Фрідріхсру — 1 листопада 1948) — бригадефюрер СС і генерал-майор поліції, командир айнзатцгрупи З (північна і південна Україна), військовий злочинець.

## Біографія
Отто Раш народився в місті Фрідріхсру, Західна Пруссія.
За участь в Першій світовій війні був нагороджений Залізним хрестом 2-го класу.
У 1918 році поступив в університет. Отримав докторський ступінь у галузі права та політичних наук. Крім рідного  німецького, Раш також володів італійською, англійською і  французькою мовами. Після закінчення університету працював в юридичних фірмах.
1 жовтня 1931 року був зарахований в НСДАП. З 1936 року очолював 1-ю секцію РСХА. З 1937 року отримав посаду гауптштурмфюрера СС і начальника СД в оберабшніті СС «Схід». У 1938-мому керував службою гестапо під  Франкфурті-на-Майні.
Працював інспектором поліції, був ініціатором  провокації в Глейвіці, яка стала приводом для початку  війни з  Польщею.
На початку  Другої світової війни отримав посаду начальника айнзатцгрупи в  Польщі, пізніше в травні 1941 році очолив ейнзатцгруппу «Ц» і був призначений начальником поліції безпеки і СД в 101-й зоні відповідальності сухопутних військ. Під його керівництвом було проведено безліч розстрілів на Україні.
У жовтні 1941 році Раш повернувся в Берлін і був призначений офіцером зв'язку рейхсфюрера СС при Е. Коха. У 1942 році зайнявся нафтовою промисловістю.
Після війни був заарештований і брав участь у процесі  9-го Американського військового трибуналу в Нюрнберзі як підсудний. Справа Раша було закрито через слабке здоров'я підсудного (параліч). Отто Раш помер у в'язниці 1 листопада 1948 року.

## Звання СС
- Унтерштурмфюрер СС (1 липня 1936)
- Оберштурмфюрер СС (9 листопада 1936)
- Гауптштурмфюрер СС (20 квітня 1937)
- Штурмбаннфюрер СС (30 січня 1938)
- Оберштурмбаннфюрер СС (20 квітня 1938)
- Штандартенфюрер СС (30 січня 1939)
- Оберфюрер СС (20 квітня 1939)
- Бригадефюрер СС і генерал-майор поліції (14 грудня 1940)

## Нагороди
- Залізний хрест 2-го класу
- Ганзейський Хрест (Гамбург)
- Почесний хрест ветерана війни з мечами
- Спортивний знак СА у бронзі
- Цивільний знак СС
- Кільце «Мертва голова»
- Почесний кинджал СС